# Saint-Nicolas-de-la-Haie
Saint-Nicolas-de-la-Haie – miejscowość i gmina we Francji, w regionie Normandia, w departamencie Sekwana Nadmorska.
Według danych na rok 1990 gminę zamieszkiwało 348 osób, a gęstość zaludnienia wynosiła 110 osób/km² (wśród 1421 gmin Górnej Normandii Saint-Nicolas-de-la-Haie plasuje się na 572. miejscu pod względem liczby ludności, natomiast pod względem powierzchni na miejscu 830.).